# Percy, Isère
Percy är en kommun i departementet Isère i regionen Auvergne-Rhône-Alpes i sydöstra Frankrike. Kommunen ligger i kantonen Clelles som tillhör arrondissementet Grenoble. År 2022 hade Percy 167 invånare.

## Befolkningsutveckling
Antalet invånare i kommunen Percy
Referens:INSEE